# Grundtvig-koldske skoler
Grundtvig-koldske skoler er skoler, der bygger undervisningen på N.F.S. Grundtvigs menneskesyn og Christen Kolds skolesyn. Mange fri- og efterskolers idegrundlag bygger på Grundtvigs og Kolds tanker omkring bondestandens uddannelse. 
| Skole | Spire Denne artikel om en skole, en uddannelsesinstitution eller uddannelse er en spire som bør udbygges. Du er velkommen til at hjælpe Wikipedia ved at udvide den. |